# لیندکوو (کالیفرنیا)
لیندکوو (به انگلیسی: Lindcove) یک منطقهٔ مسکونی در ایالات متحده آمریکا است که در شهرستان تولار، کالیفرنیا واقع شده‌است. لیندکوو ۱٫۷۶۷ کیلومتر مربع مساحت و ۴۰۶ نفر جمعیت دارد و ۱۳۸ متر بالاتر از سطح دریا واقع شده‌است.